# Take My Hand, Precious Lord
Take My Hand, Precious Lord (conosciuto anche come Precious Lord, Take My Hand) è un brano musicale gospel composto da Thomas A. Dorsey.

## Origini
Musica e testi di Take My Hand, Precious Lord sono attribuiti a Dorsey, che trasse ispirazione dall'inno del 1844 Maitland, il cui testo è stato composto da George Nelson Allen (la melodia invece non è associata ad un compositore). Dorsey, in un'intervista, affermò di aver sentito Blind Connie Williams cantare una sua versione di questa canzone, con inserite nel testo le parole "Precious Lord", e di averla usata come ispirazione. L'evento che portò Dorsey a comporre Take My Hand, Precious Lord fu la morte della moglie, Nettie Harper, durante il parto, e di suo figlio neonato, nell'agosto 1932. La prima registrazione nota del brano venne eseguita il 16 febbraio 1937 dai Heavenly Gospel Singers, mentre la Decca Records pubblicò una cover della canzone interpretata da Emory Johnson il 16 agosto 1938.

## Riconoscimenti
Take My Hand, Precious Lord, tradotta in oltre quaranta lingue, è stato inserita nella Christian Music Hall of Fame nel 2007. Si è inoltre classificata alla 223ª posizione nell'elenco Songs of the Century della Recording Industry Association of America e della National Endowment for the Arts. Nel 2012, la cover di Precious Lord, Take My Hand cantata da Mahalia Jackson venne inclusa nella Grammy Hall of Fame Award.